# Arup
Arup ist ein weltweit tätiges Planungs- und Beratungsbüro mit einem breiten Spektrum an Dienstleistungen zu allen Aspekten des zeitgemäßen Bauens.
Das unabhängige Unternehmen hat seinen Hauptsitz in London und mehr als 90 Niederlassungen in 35 Ländern. Es beschäftigt rund 18.000 Mitarbeitende.  aus Bereichen wie Architektur, Ingenieurswesen, Projektmanagement, Beratung und Trendforschung.
In Deutschland ist Arup seit über 30 Jahren tätig. Die Büros in Berlin, Düsseldorf, Frankfurt am Main und München erbringen Planungs- und Beratungsdienstleistungen für lebenswerte Städte sowie leistungsstarke Gebäude und Infrastruktur.

## Geschichte
Das Unternehmen wurde 1946 von Sir Ove Nyquist Arup unter dem Namen Ove N. Arup Consulting Engineers gegründet. Der Firmengründer hatte sich bereits in den 1930er Jahren einen Namen als Experte für Stahlbeton gemacht und war für anspruchsvolle Projekte wie den Penguin Pool im Londoner Zoo bekannt geworden.
In den folgenden Jahren gelang es Arup, das Leistungsspektrum des Unternehmens weiter auszubauen und seinen Bekanntheitsgrad für die Realisierung besonders komplexer und innovativer Bauprojekte zu steigern. Zu den renommiertesten Projektbeteiligungen aus dieser Zeit zählt das Sydney Opera House. Bei diesem Prestigeprojekt kamen erstmalig Computerberechnungen zum Einsatz, wobei der Ferranti Pegasus Computer zur Erstellung von Modellen verwendet wurde.
Es folgten weitere Beiträge an hochkarätigen Bauprojekten wie dem Centre Pompidou in Paris von den Architekten Richard Rogers und Renzo Piano und dem HSBC Building in Hongkong von Norman Foster & Partners
1970 legte Sir Ove Arup in einer programmatischen Rede die Werte des Unternehmens fest.

## Ove Arups „Key Speech“
1970 zog sich Ove Arup aus der aktiven Leitung des Unternehmens zurück. Das Unternehmen firmierte zu dieser Zeit als Ove Arup & Partners und bestand aus mehreren unabhängigen Partnerbüros, die über alle Kontinente verteilt waren. Noch vor seinem Ausscheiden hielt Arup am 9. Juli 1970 im britischen Winchester vor allen Partnern seine programmatische „Key Speech“. In dieser Rede wurden die Ziele des Unternehmens formuliert und die Grundsätze der Unternehmensführung genannt, mit denen sie erreicht werden sollen.
Das Wirken von Ove Arup und eine Auswahl seiner berühmtesten Projekte wurden 2016 mit einer Retrospektive im Victoria and Albert Museum in London gewürdigt.

## Tätigkeiten
Arup ist heute ein unabhängiges Unternehmen, das für seine Mitarbeiter treuhändisch geführt wird.
Das Unternehmen hat sich zum Ziel gesetzt, die gebaute Umwelt nachhaltig zu gestalten. Es ist an zahlreichen Dekarbonisierungsprojekten auf der ganzen Welt beteiligt, darunter die Dongtan Eco-City in China – die erste abfallfreie Stadt der Welt – und die High Speed 2 Interchange Station in Großbritannien – der erste Bahnhof der Welt mit BREEAM Outstanding-Zertifikat.

## Renommierte Projekte
Europa
- Commerzbank, Frankfurt
- Sony Center, Berlin
- Neue Nationalgalerie, Berlin
- Futurium, Berlin
- Allianz Arena, München
- Centre Pompidou, Paris
- Lloyd´s Building, London
- Barbican Centre, London
- The Shard, London
- London Eye, London
- SIS-Gebäude, London

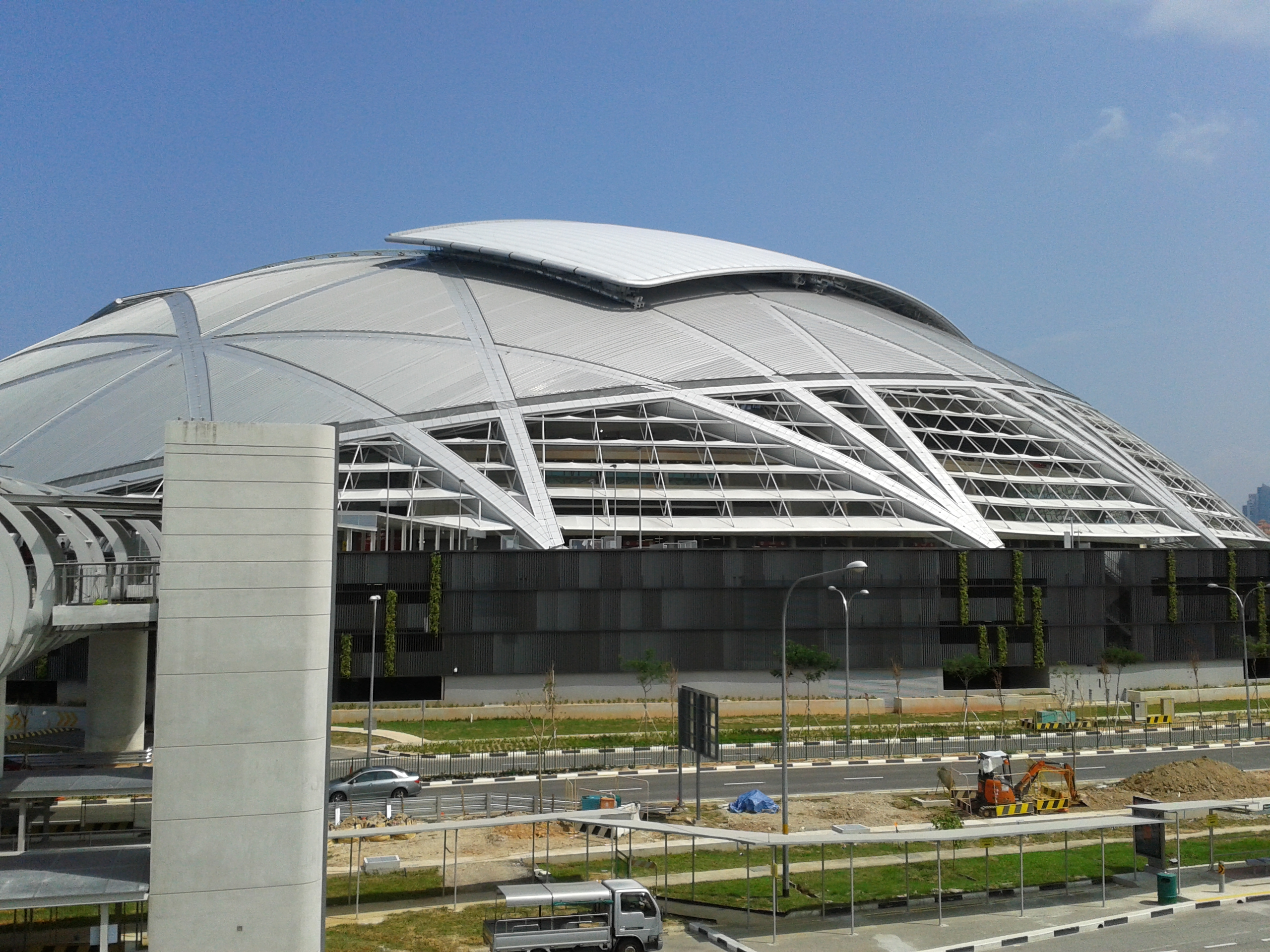
Singapore Sports Hub, Stadion in Singapur

- Terminal 5 Heathrow Airport, London
- High Speed 1, Großbritannien
- Königliche Oper, Kopenhagen
- Öresundbrücke, Dänemark/Schweden
- Sagrada Familia, Barcelona
- Metropol Parasol, Sevilla

Australien
- Sydney Opera House, Sydney
- Perth Stadium, Perth
- State Library of Victoria, Melbourne

Asien
- Singapore Sports Hub, Singapur
- Stonecutters Brücke, Hongkong
- CCTV Headquarters, Peking
- National Aquatics Centre (Water Cube), Peking
- Marina Bay Sands Resort, Singapur
- Canton Tower, Guangzhou
- Nationalstadion Peking (Bird´s Nest), Peking

Nordamerika
- Apple Park, Cupertino (Kalifornien)
- California Academy of Sciences, San Francisco
- Fulton Centre, New York
- Bill & Melinda Gates Foundation, Seattle

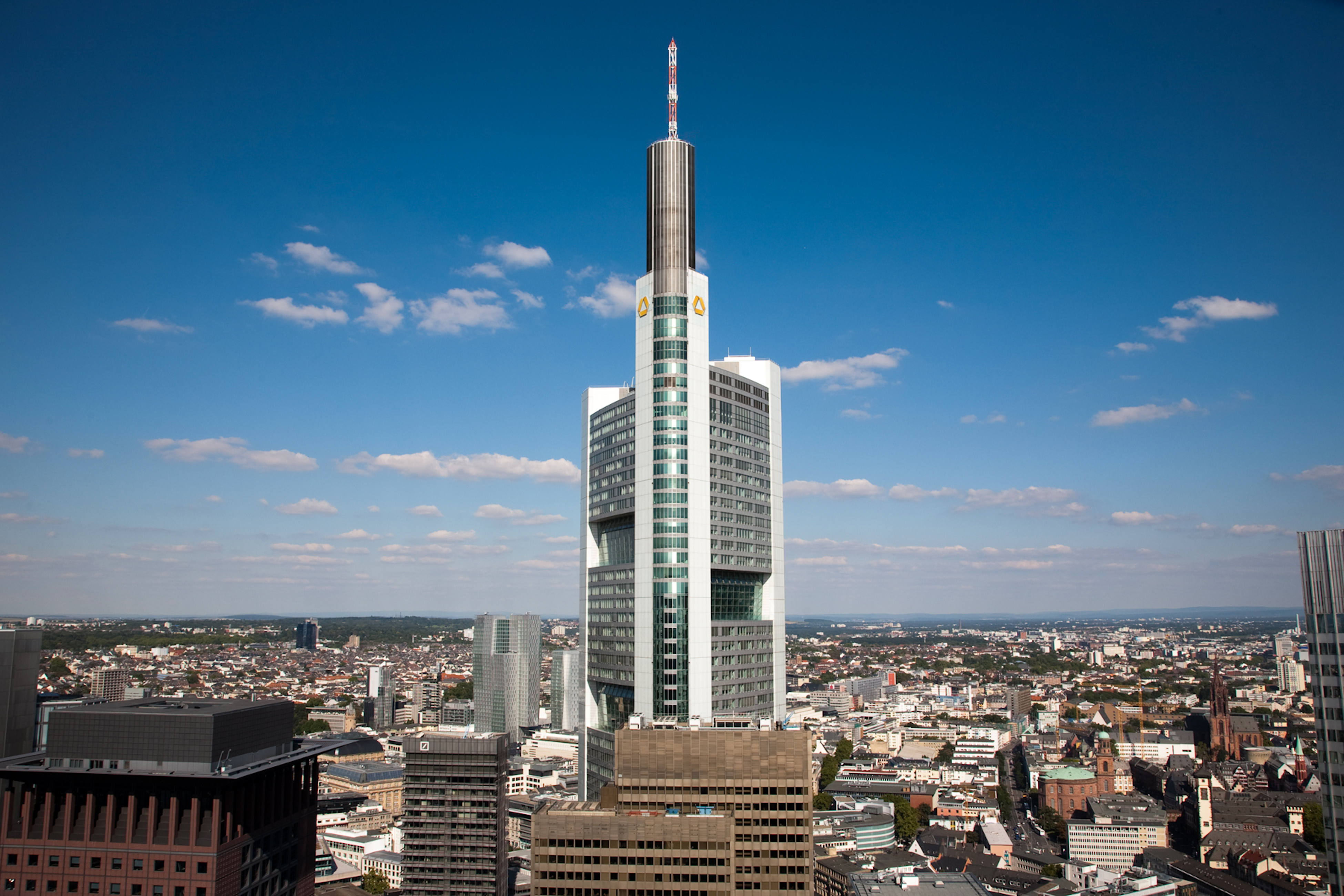
Commerzbank Tower

- Neue Tappan Zee Brücke, New York

Afrika
- Eastgate Centre, Harare

## Auszeichnungen
Sie erhielten den Supreme Award der Institution of Structural Engineers 2008 für Terminal 5 von London Heathrow, die Stonecutters Bridge 2010 und das Singapore Sports HUB 2015.
2006 erhielt Arup von der australischen Organisation Equal Opportunity for Women in the Workplace Agency (EOWA) zum fünften Mal in Serie die Auszeichnung Employer of Choice for Women, obwohl weniger als ein Drittel der Angestellten Frauen sind. 2006 rückten sie in dem von der Sunday Times ermittelten Ranking der beliebtesten Arbeitgeber in Großbritannien von Platz 67 auf Platz 37 vor.
Des Weiteren erhält Arup für seine Projekte regelmäßig Auszeichnungen in den Bereichen Brandschutz, Innovation und Design.